# زیلکه مولر
زیلکه مولر (آلمانی: Silke Möller؛ زادهٔ ۲۰ ژوئن ۱۹۶۴) دونده اهل آلمان است.